# 카를라 모리손
카를라 모리손(Carla Morrison, 1986년 7월 19일 ~ )은 멕시코의 싱어송라이터, 작곡가이다. 앨범 Déjenme Llorar 로 라틴 그래미상을 2회 수상했다.